# 褐山鹪莺
褐山鹪莺（学名：Prinia polychroa），为鶲科鹪莺属的鸟类。该物种的模式产地在爪哇。

## 亚种
- 褐山鹪莺滇东亚种（学名：Prinia polychroa bangsi）。在中国大陆，分布于云南等地。该物种的模式产地在云南。[2]
- Prinia polychroa deignani [3]